# Réserve naturelle de Bullerö
La réserve naturelle de Bullerö (en suédois : Bullerö naturreservat) est une réserve naturelle de l'archipel de Stockholm dans le comté de Stockholm en Suède,,.

## Présentation
La zone est protégée depuis 1967 et s'étend sur 4 437 hectares dont 544 hectares de terres.
La réserve comprend environ 900 îles, îles et récifs, dont Bullerön, Rågskär, Stora Melskär, Braka, Brunskär et Hamnskären dans l'archipel de Stockholm. La réserve se compose d'un sol pierreux et d'une forêt de pins avec de plus petites zones d'arbres à feuilles caduques.
La végétation de lile de Bullerön rappelle celle des montagnes avec des bouleaux bas, des bruyères et des sorbiers. 
Les îles à l'ouest sont boisées, plus à l'est la végétation devient de plus en plus aride. Bullerön, dont le nom signifie île rocheuse, est la plus grande de l'archipel. Des hivers très venteux et rigoureux et des étés peu pluvieux font que la végétation rappelle quelque peu celle des montagnes. 
Entre les affleurements dénudés  poussent la plaquebière, la linaigrette vaginée et le droséra.
Les récifs dénudés se transforment en une forêt de bouleaux balayés par le vent.
Sur le rivage, la salicaire commune et la véronique à longues feuilles fleurissent en été.
L'avifaune est riche, l'eider est le plus commun, on peut aussi voir la fuligule morillon, la macreuse brune, le harle huppé, l'oie cendrée et de nombreux larinaes, ou sterninaes.
Sur les récifs extérieurs on rencontre l'huîtrier pie et le tournepierre à collier.

## Services
À Bullerö, il y a une aire de repos, une cale sèche, un musée dans la cabane de chasse de Bruno Liljefor, un sentier de randonnée et un sentier culturel. À Rågskär, Braka Skogavik et Hamnskär, il est possible de louer un chalet.

## Galerie

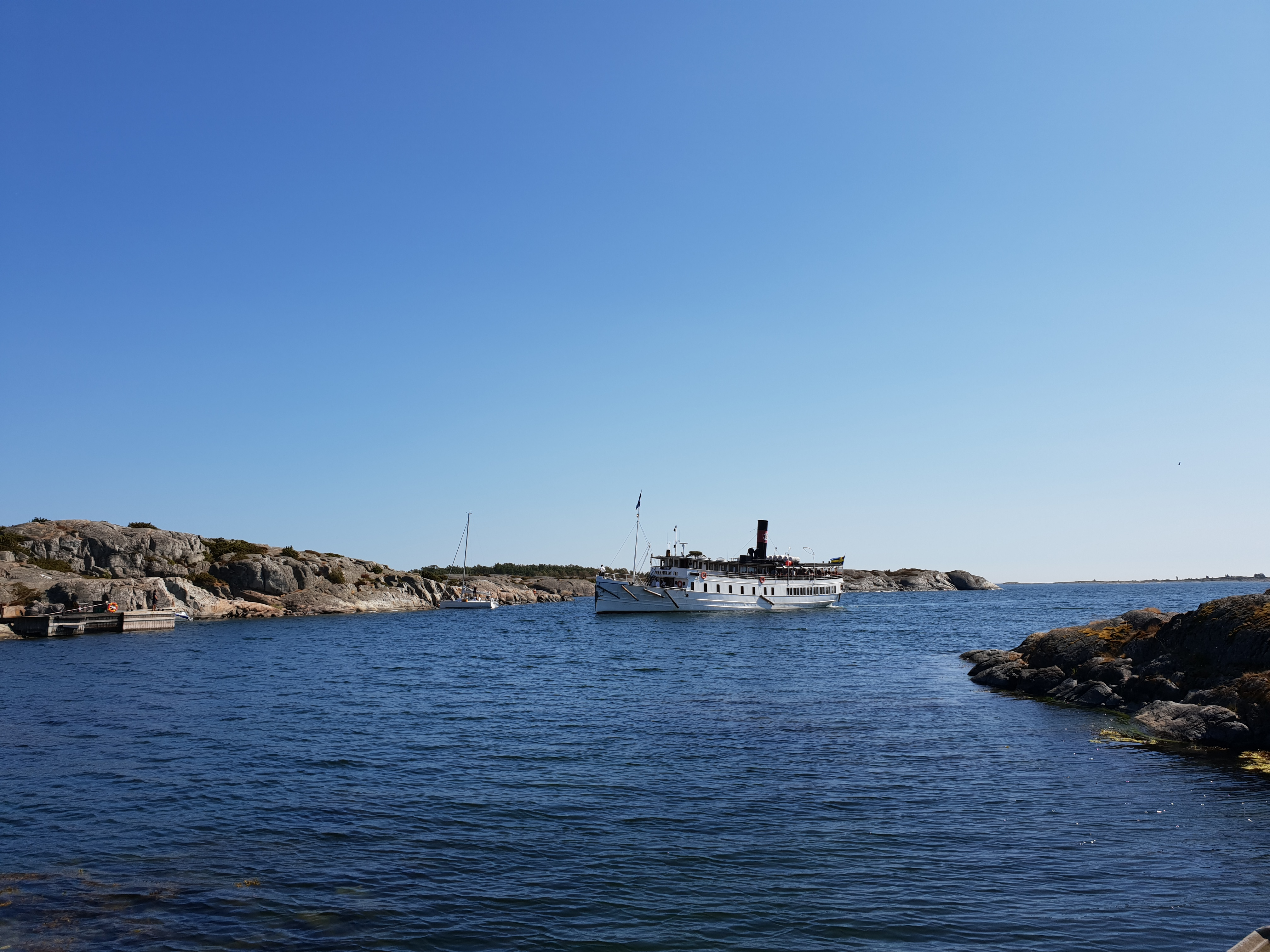
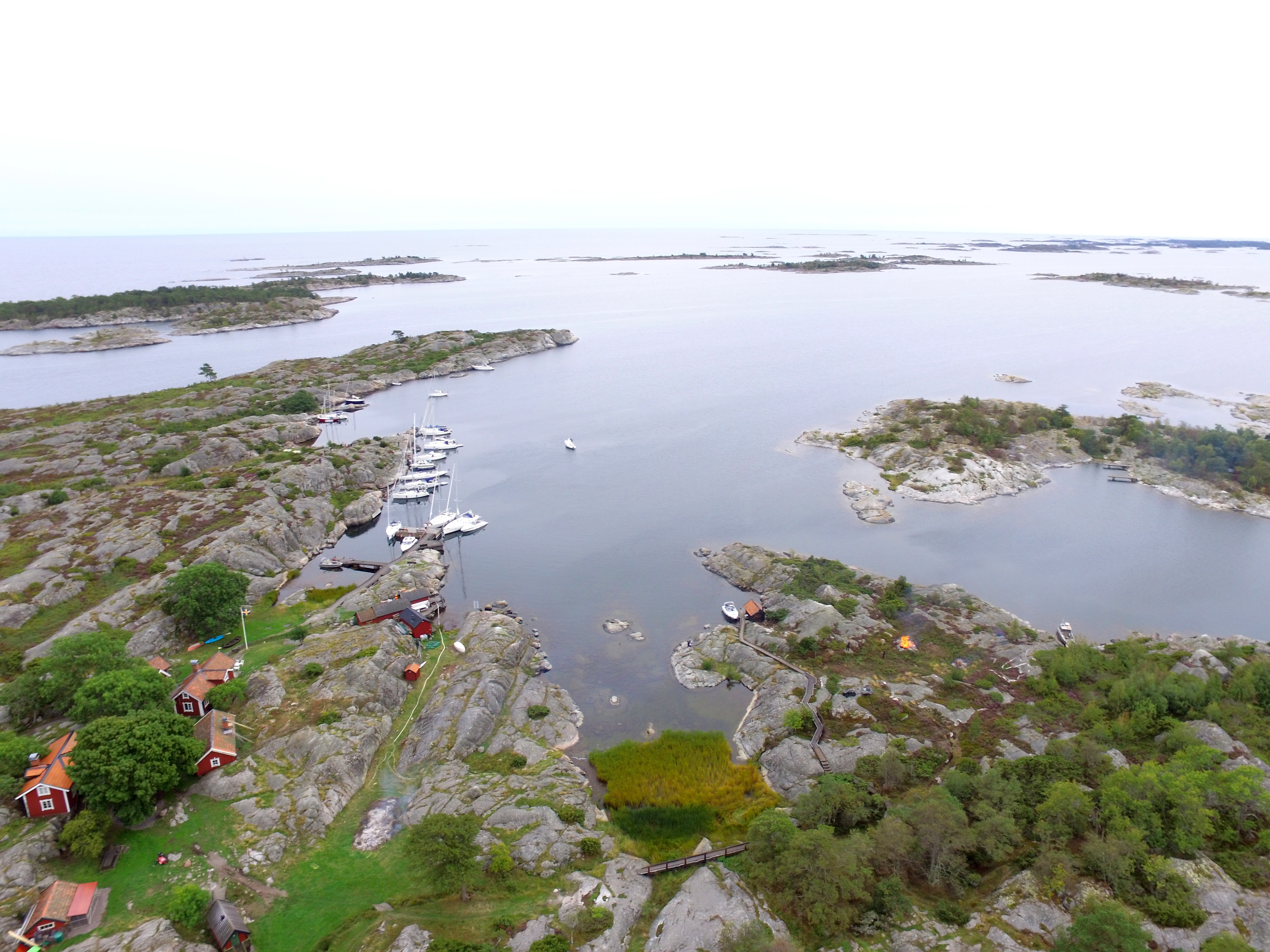
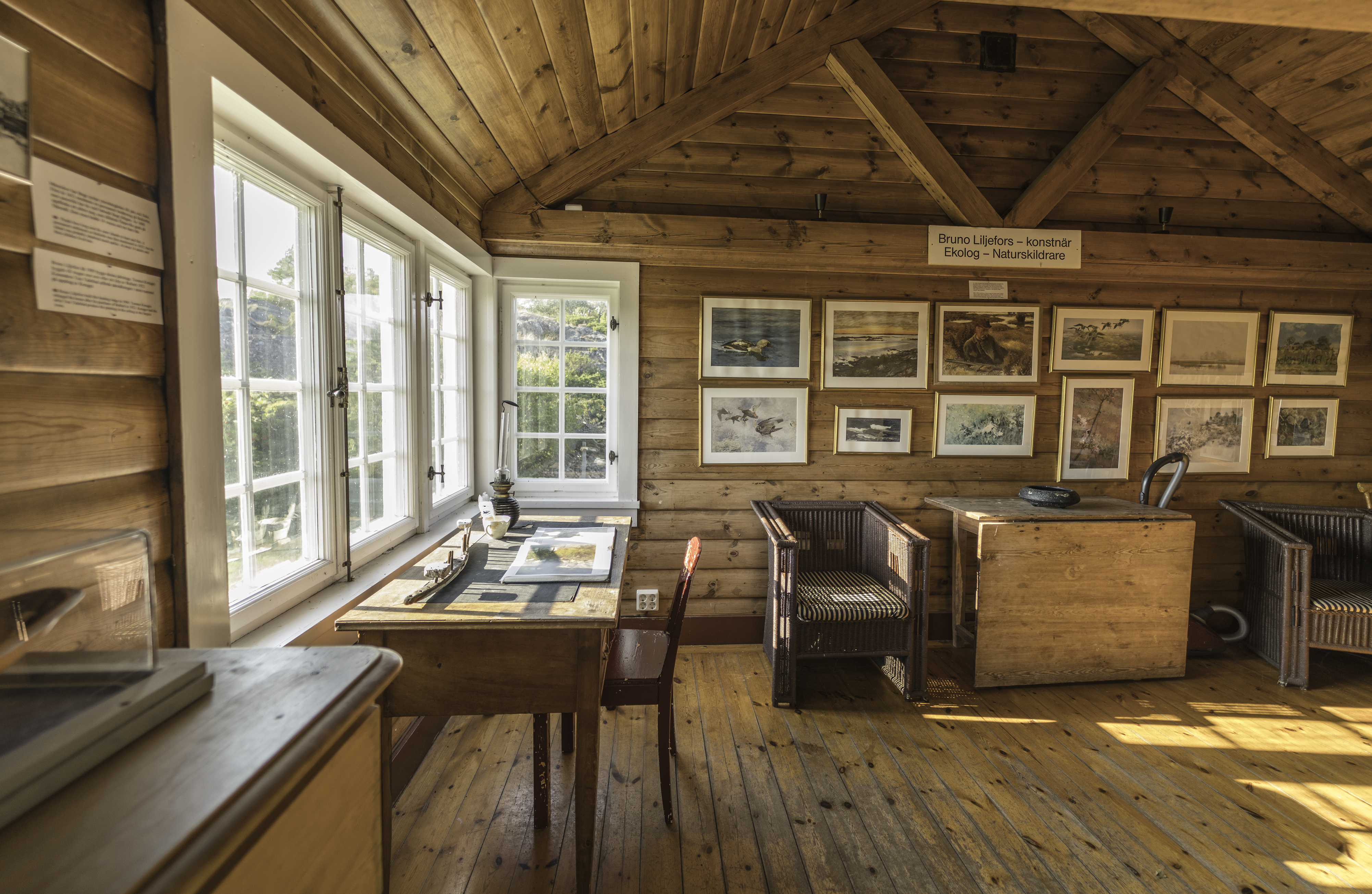
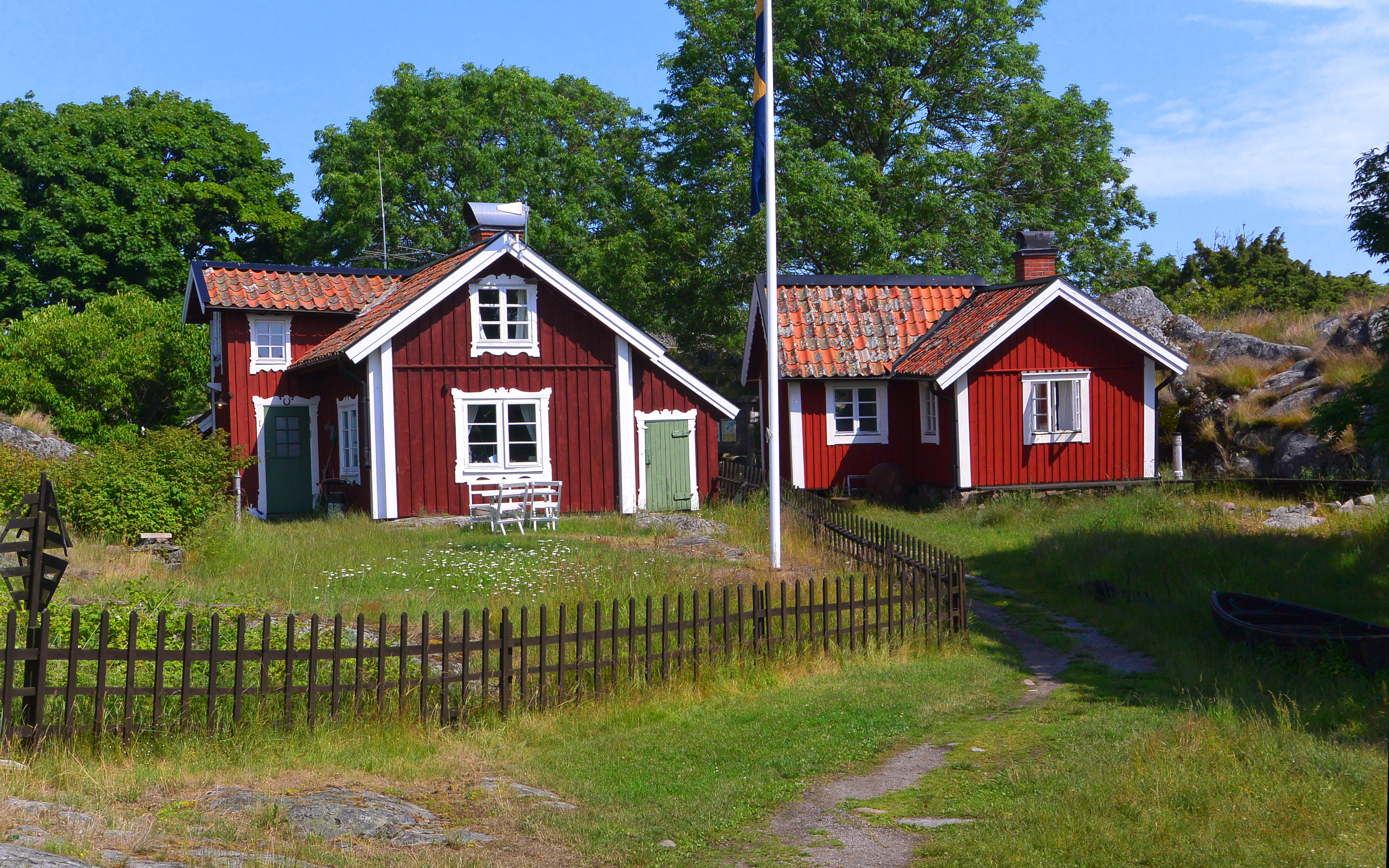
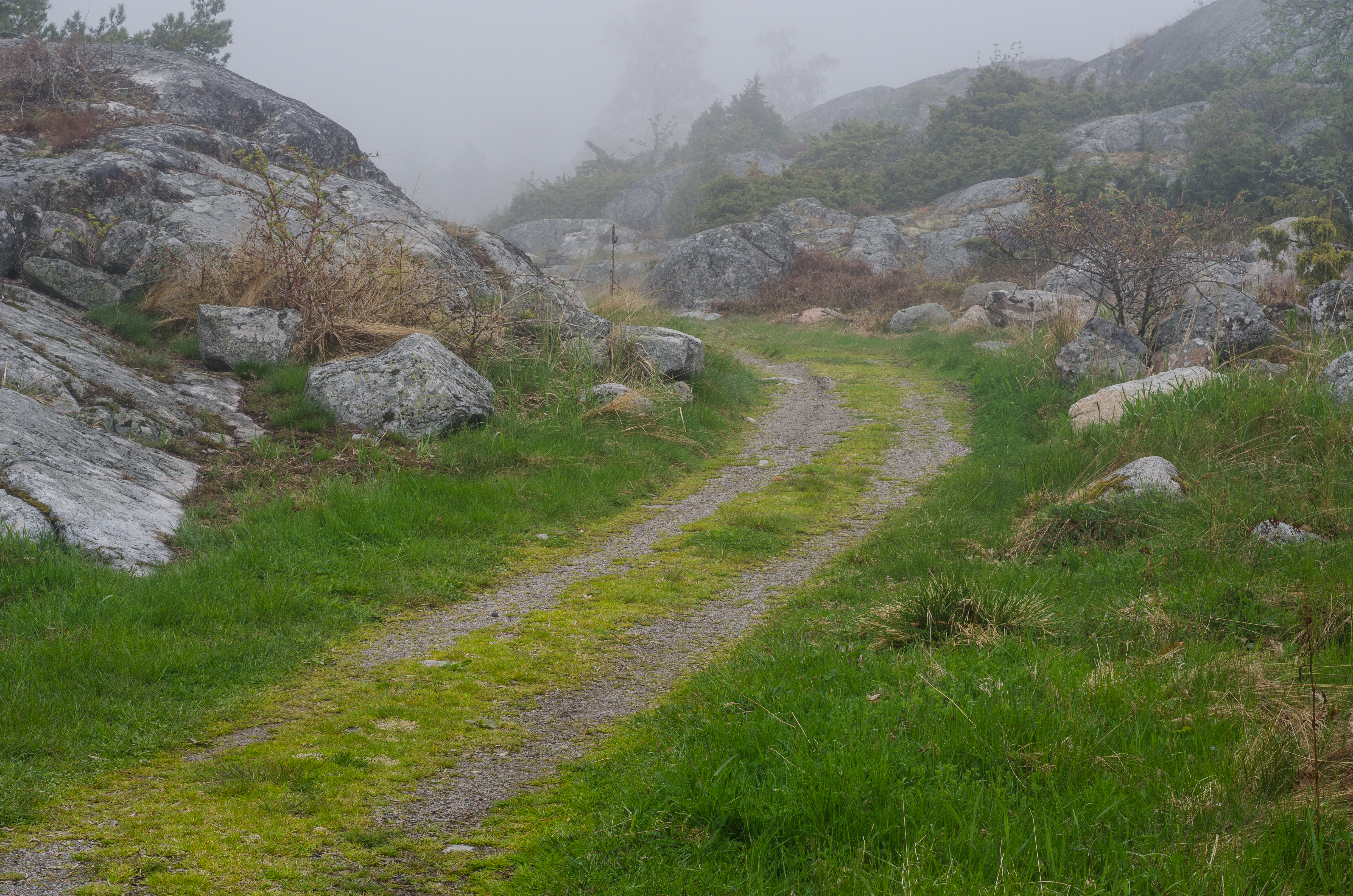